# Rapala noachis
Rapala noachis är en fjärilsart som beskrevs av Adalbert Seitz 1926. Rapala noachis ingår i släktet Rapala och familjen juvelvingar. Inga underarter finns listade.